# Lac Bécard
Lac Bécard är en sjö i Kanada.   Den ligger i regionen Nord-du-Québec och provinsen Québec, i den östra delen av landet, 1 600 km norr om huvudstaden Ottawa. Lac Bécard ligger 155 meter över havet. Arean är 106 kvadratkilometer. 
Trakten runt Lac Bécard består i huvudsak av gräsmarker. Trakten runt Lac Bécard är nära nog obefolkad, med mindre än två invånare per kvadratkilometer.